# Podjetje
Podjetje (ang. Business) ni pravna oseba in je poslovna enota gospodarske družbe (ang. Corporation), ki pa je pravna oseba (ang. Legal Entity). Podjetje v pravnem prometu nastopa v imenu in za račun gospodarske družbe.
Ena gospodarska družba ima lahko več podjetij, ki se lahko ukvarjajo z eno (npr. ena družba ima v lasti več barov, ki je vsako svoje podjetje) ali več dejavnostmi (npr. večje gospodarske družbe). 
Eno podjetje je lahko last več gospodarskih družb v primeru t. i. skupnega podjema (ang. Joint Venture).
Običajno v praksi (zmotno) pojmujemo podjetje kot pravno osebo zaradi tega, ker ima gospodarska družba le eno podjetje in je vodja podjetja ter gospodarske družbe ista oseba. Pri večjih gospodarskih družbah pa je ta razlika med vodenjem družbe in vodenjem poslov podjetja bistvena.